# Paroxyopsis icterica
Paroxyopsis icterica är en bönsyrseart som beskrevs av Henri Saussure och Leo Zehntner 1894. Paroxyopsis icterica ingår i släktet Paroxyopsis och familjen Mantidae. Inga underarter finns listade i Catalogue of Life.